# هجوم الخضيرة 2022
هجوم الخضيرة 2022 هو هجومٌ نفّذهُ مسلّحانِ فلسطينيانِ في السابع والعشرين من آذار/مارس 2022 على عددٍ من عناصر الشرطة الإسرائيليّة في مدينة الخضيرة، وقد أسفرَ عن مقتل شرطيين إسرائليَيْن وجرحِ عشرة آخرين.

## خلفيّة
جاءَ الهجوم بعد أقلّ من أسبوع على هجوم طعنٍ ودهسٍ نفذه عربي بدوي من بلدة حورة وأسفرَ عن مقتل أربعة أشخاص. على جانبٍ آخرٍ فقد وقعَ الهجوم في مدينة الخضيرة التي تقعُ على بعد 50 كيلومترًا تقريبًا إلى الشمال من تل أبيب بالتزامنِ مع زيارةِ وزير الخارجية الأمريكي أنتوني بلينكن لإسرائيل، وفي وقتٍ تشهدُ فيه مدينة النقب «اجتماعًا عربيًا إسرائيليًا» يُشارك فيه وزيري خارجيّة الولايات المتحدة وإسرائيل مع وزراء خارجية المغرب و‌البحرين و‌الإمارات العربية المتحدة وهي الدول التي طبَّعت علاقاتها مع إسرائيل عام 2020 بالإضافة لوزير خارجيّة مصر الذي تلقَّى دعوة من تل أبيب في وقت لاحق.

## الهجوم
هاجم مُسلّحانِ في مساء السابع والعشرين من آذار/مارس 2022 محطّةً للحافلاتِ بالقربِ من مجموعة مطاعم. تمَّ الهجوم عبرَ بنادق هجومية، حيث استهدفَ المهاجمانِ ضباط شرطة في المكان وهو ما ما أسفرَ عن مقتل ضابطينِ من جيش الاحتلال الإسرائيلي وجُرحِ آخرين.
بحسبِ ماغن دافيد آدوم وهي خدمة الطوارئ الإسرائيلية فقد أُصيب في الهجوم عشرة أشخاص، من بينهم ثلاثة من ضباط الشرطة. انتهى الهجوم بعد مقتل الثنائي برصاصِ شرطة إسرائيل. أكَّدت خدمة الإسعاف لاحقًا نقل أربعة أشخاص إلى المستشفى وتقديم العلاج لاثنين آخرينِ في موقع الهجوم. عرضت قناة كان العبريّة لقطات للرجلين وهما يفتحان النار في شارع رئيسي في الخضيرة.

## ردود الفعل
أشادت كلٌّ من حركة حماس و‌حركة الجهاد الإسلامي في فلسطين بالهجوم، لكنهما لم تتحمَّلا المسؤولية، فيما أدانَ وزراء خارجية الدول العربية الأربع المشاركة في «قمّة النقب» الهجوم.